# Olokun
| Farben           | Weiß            |
| Zahlen           |                 |
| Kath. Heilige(r) | Virgen de Regla |

Olokun ist eine Gottheit in der Religion der Yoruba, nämlich Orisha der Tiefen des Ozeans, des Wohlstands und der Fruchtbarkeit. Olokun wird, abhängig von der Region, als männlich oder weiblich angesehen. 
In der Mythologie bzw. Religion der Yoruba hatte der Schöpfergott Obatala Probleme, Festland zu schaffen, weil Olokun es immer wieder verschlang. Deshalb bändigte Orunmila, der Orisha der Weisheit, sie/ihn mit goldenen Ketten. Olokun ist verantwortlich für Fluten und Schiffbrüche, gibt aber auch Stärke und Zuversicht und ist mit dem Schlammfisch,
Spiegeln, Korallen und Muscheln ikonographisch verbunden.
In der Religion der Edo ist er der Sohn des Schöpfergottes Osanobua und gilt als eng verknüpft mit der übernatürlichen Macht des Oba, dem politischen und rituellen Oberhaupt des Königreichs Benin.
In der Santería ist er verbunden mit Yemayá, der Orisha des Meeres und der Mutterschaft und wird ebenfalls mit der katholischen heiligen Virgen de Regla synkretisiert.

## Bibliographie
- Paula Ben-Amos: Symbolism in Olokun mud art. In:  African Arts (Los Angeles), 6 (4), 1973, S. 28–31; 95.
- Alfred Burton Ellis: The Yoruba-Speaking Peoples. London 1894, S. 70–72.
- Alfred Omokaro Izevbigie: Olokun, a Focal Symbol of Religion and Art in Benin. University of Washington, 1978, 381 S. (PhD).
- John Mason: Olóòkun, Owner of Rivers and Seas, Yorùbá Theological Archministry. Brooklyn, N.Y., 1996, 118 S. + Audiokassette (ISBN 1881244059).
- Mud Shrines of Olokun, Nigeria (Lagos), Nr. 50, 1956, S. 280–295.
- The Origin of the Olokun Cult. In: Ọsẹmwegie Ẹbọhọn: Life and Works of a High Priest of African Religion, Ẹbọhọn Cultural Centre and Ẹbọhọn Hospital for Traditional Medicine, Benin City (Nigeria), 1989, Kap. 5, S. 21–28.
- Norma Rosen: Traditional Uses of Pattern and Decoration in Olokun Worship. In: Benin Series (Benin City), 1 (3), 1986, S. 34–40.
- M. R. Welton: The Function of the Song in Olokun Ceremony. In: Nigeria Magazine (Lagos), Nr. 98, Sept.–Nov. 1968, S. 226–228.